# Avstrija na Svetovnem prvenstvu v hokeju na ledu 2009
Avstrija na Svetovnem prvenstvu v hokeju na ledu 2009 ED, ki je potekalo med 24. aprilom in 10. majem 2009 v švicarskih mestih Bern in Kloten. 

## Postava
- Selektor: Lars Bergström (pomočnika: Johan Stromvall in Markus Kerschbaumer)
- Vratarji: Jürgen Penker, Bernd Brückler, Bernhard Starkbaum
- Branilci: Gerhard Unterluggauer (kapetan), Philippe Lakos, Darcy Werenka, Jeremy Rebek, Andre Lakos, Martin Oraže, Mario Altmann, Robert Lukas
- Napadalci: Roland Kaspitz, Michael Raffl, Andreas Nodl, Paul Schellander, Thomas Koch, Matthias Trattnig, Thomas Vanek, Markus Peintner, Andreas Kristler, David Schuller, Harald Ofner, Christoph Harand, Gregor Baumgartner, Oliver Setzinger

## Tekme

### Skupinski del
| 25. april 2009 | Švedska | 7 – 1 | Avstrija | PostFinance Arena, Bern |

| Poročilo tekme | Poročilo tekme | Poročilo tekme         | Poročilo tekme | Poročilo tekme                                                     |
| -------------- | --- | ---------------------- | -------------- | ------------------------------------------------------------------ |
| Začetek: 20:15 | K. Jönsson 1:37 M. Johansson 11:49 M. Nilson 12:46 M. Weinhandl 41:22 M. Weinhandl 47:00 J. Harju 49:04 L. Eriksson 49:46 | ( 3 – 0, 0 – 1, 4 – 0) | 31:55 M. Oraže | Gledalci: 6.175 Sodnika: Vjačeslav Bulanov Sodnika: Rafail Kadirov |

| 27. april 2009 | ZDA | 6 – 1 | Avstrija | PostFinance Arena, Bern |

| Poročilo tekme | Poročilo tekme | Poročilo tekme         | Poročilo tekme    | Poročilo tekme                                                   |
| -------------- | --- | ---------------------- | ----------------- | ---------------------------------------------------------------- |
| Začetek: 16:15 | D. Brown 15:11 D. Stafford 31:04 P. O'Sullivan 40:25 J. Blake (PP2) 47:56 L. Stempniak (PP1) 52:06 M. Niskanen (PP2) 55:55 | ( 1 – 0, 1 – 1, 4 – 0) | 34:26 M. Peintner | Gledalci: 3.779 Sodnika: Vladimir Sindler Sodnika: Derek Zalaski |

| 29. april 2009 | Avstrija | 0 – 2 | Latvija | PostFinance Arena, Bern |

| Poročilo tekme | Poročilo tekme | Poročilo tekme         | Poročilo tekme                    | Poročilo tekme                                                    |
| -------------- | -------------- | ---------------------- | --------------------------------- | ----------------------------------------------------------------- |
| Začetek: 16:15 |                | ( 0 – 1, 0 – 0, 0 – 1) | 19:15 M. Cipulis 54:56 G. Džeriņš | Gledalci: 5.274 Sodnika: Sami Partanen Sodnika: Daniel Piechaczek |

### Skupina za obstanek
| 1. maj 2009 | Avstrija | 6 – 0 | Madžarska | Schluefweg, Kloten |

| Poročilo tekme | Poročilo tekme                                                                                                 | Poročilo tekme    | Poročilo tekme | Poročilo tekme                                          |
| -------------- | --- | ----------------- | -------------- | ------------------------------------------------------- |
| Začetek: 16:15 | T. Koch 19:13 T. Koch 20:43 O. Setzinger (PP1) 23:56 T. Vanek (PP1) 33:27 T. Koch (PP1) 58:48 R. Kaspitz 59:36 | ( 1–0, 3–0, 2–0 ) |                | Gledalci: 4.042 Sodnika: Rick Looker Sodnika: Jyri Rönn |

| 3. maj 2009 | Nemčija | 0 – 1 | Avstrija | PostFinance Arena, Bern |

| Poročilo tekme | Poročilo tekme | Poročilo tekme         | Poročilo tekme | Poročilo tekme                                                       |
| -------------- | -------------- | ---------------------- | -------------- | -------------------------------------------------------------------- |
| Začetek: 12:15 |                | ( 0 – 0, 0 – 1, 0 – 0) | T. Koch 27:41  | Gledalci: 3.828 Sodnika: Vladimir Baluska Sodnika: Vjačeslav Bulanov |

| 4. maj 2009 | Danska | 5 – 2 | Avstrija | Schluefweg, Kloten |

| Poročilo tekme | Poročilo tekme                                                                                  | Poročilo tekme         | Poročilo tekme                            | Poročilo tekme                                                |
| -------------- | ----------------------------------------------------------------------------------------------- | ---------------------- | ----------------------------------------- | ------------------------------------------------------------- |
| Začetek: 12:15 | J. Jakobsen 15:14 M. Bødker (SH1) 27:51 M. Christensen 45:46 K. Degn 51:10 M. Bødker (EN) 59:23 | ( 1 – 2, 1 – 0, 3 – 0) | 00:48 R. Kaspitz 02:30 (SH1) O. Setzinger | Gledalci: 2.798 Sodnika: Sami Partanen Sodnika: Sören Persson |

## Seznam reprezentantov s statistiko

### Vratarji
| #  | Igralec        | OT | OMIN | PG | PGT  | KM | PPPG | PSHG |
| 29 | Jürgen Penker  | 6  | 60   | 6  | 6,00 | 0  | 3    | 0    |
| 30 | Bernd Brückler | 6  | 299  | 13 | 2,61 | 0  | 0    | 1    |
| -- | -------------- | -- | ---- | -- | ---- | -- | ---- | ---- |

### Drsalci
| #  | Igralec               | OT | DG | DA | TOČ | DGT  | DAT  | DPPG | DPPGT | DSHG | DSHGT | KM |
| 4  | Gerhard Unterluggauer | 6  | 0  | 1  | 1   | 0    | 0,17 | 0    | 0     | 0    | 0     | 4  |
| 8  | Roland Kaspitz        | 6  | 2  | 0  | 2   | 0,33 | 0    | 0    | 0     | 0    | 0     | 2  |
| 11 | Philippe Lakos        | 6  | 0  | 0  | 0   | 0    | 0    | 0    | 0     | 0    | 0     | 6  |
| 12 | Michael Raffl         | 2  | 0  | 0  | 0   | 0    | 0    | 0    | 0     | 0    | 0     | 0  |
| 14 | Andreas Nödl          | 4  | 0  | 1  | 1   | 0    | 0,25 | 0    | 0     | 0    | 0     | 4  |
| 15 | Paul Schellander      | 6  | 0  | 0  | 0   | 0    | 0    | 0    | 0     | 0    | 0     | 2  |
| 18 | Thomas Koch           | 6  | 4  | 3  | 7   | 0,66 | 0,5  | 1    | 0,17  | 0    | 0     | 10 |
| 21 | Matthias Trattnig     | 6  | 0  | 1  | 1   | 0    | 0,17 | 0    | 0     | 0    | 0     | 2  |
| 24 | Darcy Werenka         | 6  | 0  | 0  | 0   | 0    | 0    | 0    | 0     | 0    | 0     | 10 |
| 26 | Thomas Vanek          | 6  | 1  | 3  | 4   | 0,17 | 0,5  | 1    | 0,17  | 0    | 0     | 2  |
| 27 | Jeremy Rebek          | 6  | 0  | 0  | 0   | 0    | 0    | 0    | 0     | 0    | 0     | 4  |
| 32 | Andre Lakos           | 6  | 0  | 0  | 0   | 0    | 0    | 0    | 0     | 0    | 0     | 14 |
| 34 | Markus Peintner       | 6  | 1  | 0  | 1   | 0,17 | 0    | 0    | 0     | 0    | 0     | 2  |
| 37 | Andreas Kristler      | 6  | 0  | 0  | 0   | 0    | 0    | 0    | 0     | 0    | 0     | 4  |
| 39 | Martin Oraže          | 6  | 1  | 0  | 1   | 0,17 | 0    | 0    | 0     | 0    | 0     | 2  |
| 41 | Mario Altmann         | 3  | 0  | 0  | 0   | 0    | 0    | 0    | 0     | 0    | 0     | 0  |
| 45 | David Schuller        | 6  | 0  | 0  | 0   | 0    | 0    | 0    | 0     | 0    | 0     | 8  |
| 47 | Harald Ofner          | 3  | 0  | 0  | 0   | 0    | 0    | 0    | 0     | 0    | 0     | 2  |
| 55 | Robert Lukas          | 1  | 0  | 0  | 0   | 0    | 0    | 0    | 0     | 0    | 0     | 0  |
| 61 | Christoph Harand      | 3  | 0  | 0  | 0   | 0    | 0    | 0    | 0     | 0    | 0     | 2  |
| 79 | Gregor Baumgartner    | 6  | 0  | 1  | 1   | 0    | 0,17 | 0    | 0     | 0    | 0     | 6  |
| 91 | Oliver Setzinger      | 6  | 2  | 1  | 3   | 0,33 | 0,17 | 1    | 0,17  | 1    | 0,17  | 6  |
| -- | --------------------- | -- | -- | -- | --- | ---- | ---- | ---- | ----- | ---- | ----- | -- |